# دیوار سپری

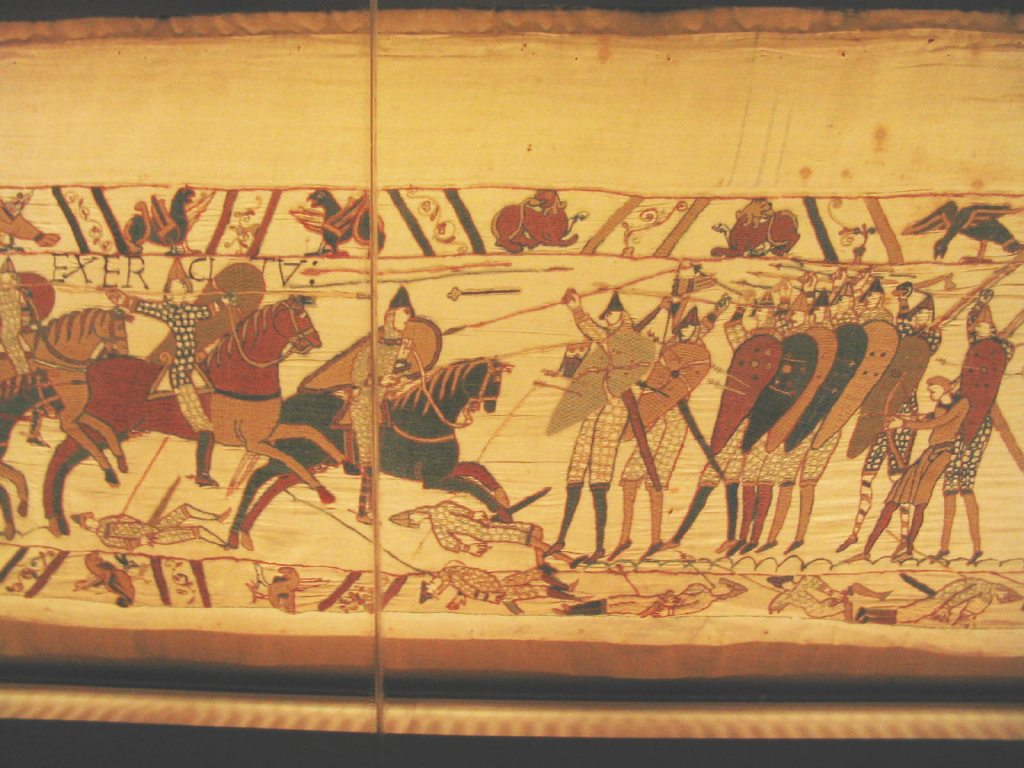
دیوار سپری آنگلوساکسون‌ها در برابر سواره‌نظام نورمن‌ها در نبرد هیستینگز

دیوار سپری (scieldweall) یا دیوار محافظ یک آرایش نظامی است که در جنگ‌های باستانی و قرون وسطایی رایج بود. این آرایش تغییرات جزئی زیادی داشت، اما عامل مشترک، سربازانی بودند که شانه به شانه می‌ایستادند و سپرهای خود را طوری نگه می‌داشتند که در مجاورت یا همپوشانی باشند. بنابراین هر سرباز از محافظت سپر سربازهای کناری و سپر خود بهره‌مند می‌شد.
اگرچه به دلیل وجود سلاح گرم و مواد منفجره، استفاده از سپرها به‌عنوان یک تاکتیک نظامی منسوخ شده است، اما دیواری از سپرهای ضد شورش همچنان یک آرایش رایج برای پلیس در سراسر جهان برای محافظت در برابر گروه‌های بزرگی است که از سلاح‌های دست‌ساز، مشت، لگد و اشیاء پرتاب شده مانند آجر، بطری و کوکتل مولوتف استفاده می‌کنند.